# الهيئة العامة للطيران المدني (السعودية)
الهيئة العامة للطيران المدني، مؤسسة وطنية من المملكة العربية السعودية تم إنشائها عام 1354هـ الموافق 1934م وهي مسؤولة عن أجواء المملكة بالترتيب والتنسيق بين الطائرات التجارية وحصلت على أول طائرة مدنية في عام 1364هـ الموافق 1945م وكانت من طراز (دي سي 3 داكوتا) وأضيفت إليها فيما بعد طائرتان من نفس الطراز وصدر أول نظام للطيران المدني في عام 1372هـ الموافق 1953م، وفي عام 1397هـ الموافق 1977م تم تعديل مسمى مصلحة الطيران المدني إلى الهيئة العامة للطيران المدني.

## التاريخ
سجلت الهيئة في 2018 أعلى عدد مسافرين ورحلات في تاريخ الطيران في المملكة، إذ بلغ عدد المسافرون 99.86 مليون مسافر عبر 771.828 رحلة من مطارات المملكة الدولية والداخلية. بحسب تقرير التنافسية العالمي 2019 تقدمت المملكة 5 مراكز في كفاءة خدمات النقل الجوي عن العام السابق.
وفي يوليو 2022 أعلنت هيئة الطيران المدني فتح أجواء المملكة لجميع الناقلات الجوية التي تستوفي متطلبات الهيئة لعبور الأجواء.
وفي عام 2023 سجلت الهيئة رقمًا قياسيًا غير مسبوق من حيث المسافرين الذين بلغ عددهم قرابة 112 مليون مسافر عبر مختلف المطارات في المملكة.
وفي 16 يوليو 2024 أعلنت الهيئة العامة للطيران المدني عن تحقيق زيادة في عدد الركاب بنسبة 17% ليصل إلى مستوى قياسي بلغ 62 مليونًا، وزيادة الرحلات الجوية بنسبة 12% إلى 446 ألفًا.

## عن الهيئة
هي الجهة المسئولة عن الطيران المدني في المملكة، تأسست في عام 1948م تحت مسمى (مصلحة الطيران المدني) لتضم كلا من الخطوط السعودية وإدارة الطيران المدني، وفي عام 1959م تم فصل الخطوط السعودية عن الطيران المدني ليصبح المسمى الجديد (مديرية الطيران المدني)، وفي عام 1977م تم تغيير مسمى (مديرية الطيران المدني) إلى (رئاسة الطيران المدني).
وبموجب قرار مجلس الوزراء رقم (13) والذي صدر في 17/1/1425هـ (2004م) تحولت رئاسة الطيران المدني إلى هيئة عامة ذات شخصية اعتبارية واستقلال مالي وإداري لتعمل وفق أسس ومعايير تجارية، وليصبح مسماها الجديد (الهيئة العامة للطيران المدني).
بتاريخ 9/12/1432هـ (2011م) صدر الأمر الملكي رقم أ/230 والذي قضى بفصل الهيئة العامة للطيران المدني عن وزارة الدفاع، ليمنحها ذلك المزيد من الاستقلالية وليمكنها من تطوير صناعة النقل الجوي في المملكة.
وبتاريخ 30/7/1437هـ (2016م) صدر الأمر الملكي رقم أ/133 والذي قضى بربط الهيئة العامة للطيران المدني بوزير النقل، وفي 11/4/1438هـ صدر المرسوم الملكي رقم (17049) الذي قضى بفصل الجانب التشريعي عن الجانب التشغيلي في الهيئة، بهدف تعميق دورها كمشرع ومنظم لصناعة النقل الجوي في المملكةِ.

## الرؤية
- تحقيق أجواء آمنة وفق أدق معايير السلامة العالمية، وبناء منظومة مطارات حديثة بخدمات عصرية ومتقدمة.[8]

## الرسالة
- تطوير النقل الجوي وفق أحدث المعايير العالمية، وتعزيز مكانة المملكة عالمياً كجهة مؤثرة في صناعة الطيران المدني الدولي، وتحقيق النمو والاستدامة الاقتصادية، وتطبيق الانظمة واللوائح والاجراءات الكفيلة بسلامة النقل الجوي[8]

## مهام الهيئة
تنقسم أنشطة ومهام الهيئة العامة للطيران المدني إلى ثلاثة أقسام رئيسية:
- المهام التنظيمية: وتتمثل في إصدار وتطبيق الأنظمة واللوائح الدولية والمحلية المنظمة لقطاع الطيران المدني وصناعة النقل الجوي في المملكة بما في ذلك إصدار تراخيص لكل فئات وأشكال نشاط النقل الجوي والخدمات المساندة له، وإصدار الإجازات اللازمة للطيران المدني لأطقم الطائرات ومحطات الصيانة والمؤسسات والشركات العاملة في هذا المجال ومدارس الطيران، وعقد الاتفاقيات الجوية الثنائية بين المملكة والدول الأخرى، ووضع السياسات والضوابط الكفيلة بأمن المطارات وسلامة النقل الجوي ومقاييس التشغيل والصيانة، ووضع الأسس الكفيلة بتنمية إيرادات مطارات المملكة ومرافقها والحفاظ على تلك الاستثمارات وتشجيع فرص الاستثمار فيها.
- المهام التشغيلية: وتتمثل في إنشاء وإدارة وتشغيل وصيانة وتطوير المطارات المدنية، ودعمها بالتجهيزات الأساسية، والإشراف على العاملين في المطارات.
- المهام الخدماتية: وتشمل إنشاء وإدارة وتشغيل وصيانة نظم الملاحة الجوية وتطويرها وتنظيم الحركة الجوية ومنح تصاريح العبور والهبوط والمراقبة والتفتيش والتدقيق في مجال اختصاصاتها على عمليات وشركات الطيران والنقل الجوي الوطنية والأجنبية العالمية في المملكة.

### رسوم مسافري رحلات الداخل
في 2019 فرضت الهيئة رسومًا جديدة قيمتها 10 ريالات، خصصتها للمسافرين عبر الرحلات الداخلية مقابل استخدام مرافق مطارات السعودية. وسيتم تحصيل الرسوم بدءا من يناير 2020، على أن تستخدم العائدات في تمويل تطوير البنية التحتية ورفع مستوى الخدمات. ويستثنى من الرسوم طاقم الطائرة (الطيار، المهندس الجوي، الفني المكلف والملاح الجوي)، وركاب الترانزيت والركاب الرضع، إلى جانب أعضاء طاقم الطائرة المسجلين في قائمة الملاحين الجويين لشركة الطيران.

## أهداف الهيئة
- تنمية الموارد المالية للهيئة والعمل بأسس تجارية لتحقيق الاستقلال المالي.
- تشجيع فرص الاستثمار بقطاع النقل الجوي.
- توفير أرقى الخدمات لضيوف الرحمن والمسافرين وفق احدث المعايير العالمية.
- بناء وتطوير وإدارة وتشغيل التجهيزات الأساسية لخدمات قطاع النقل الجوي وفق أحدث التقنيات والنظم.
- وضع وتطوير الإجراءات الكفيلة بسلامة وأمن قطاع النقل الجوي.
- تطوير عمليات النقل الجوي وإجراءات الصيانة وفق المعايير العالمية.
- تحقيق الاستثمار الأمثل للموارد البشرية وضمان أعلى مستويات الرضا الوظيفي في بيئة عمل متميزة.
- تعزيز التعاون الإقليمي والدولي وضمان المشاركة الفعالة للمملكة في عمليات صنع القرارات في صناعة النقل الجوي.
- حماية البيئة من الآثار السلبية الناتجة عن أنشطة النقل الجوي.
- تنظيم وتطوير قطاع النقل الجوي وفق أحدث الممارسات العالمية.
- تطوير وحدات الأعمال الاستراتيجية وأنشطتها وتحويلها إلى كيانات تجارية مستقلة ومجدية.[8]

## قطاعات الهيئة
تحتوي الهيئة العامة للطيران المدني على عشرة قطاعات رئيسية:
- السلامة والأمن والنقل الجوي.
- الخدمات المشتركة.
- الملاحة الجوية.
- التخطيط الاستراتيجي والتطوير.
- الشؤون المالية.
- المشاريع.
- المطارات.
- الاتصال المؤسسي والتسويق.
- التطوير والمتابعة.
- الاكاديمية السعودية للطيران المدني.

## المطارات

### المطارات الدولية
- مطار الملك عبد العزيز الدولي:[12] تـم افتتاح المطار رسمياً في جمادى الثانية 1401هـ الموافق إبريل 1981م، يقع المطار على بعد 19 كيلو متراً شمال مدينة جدة.[13]
- مطار الملك فهد الدولي: بالدمام هو المطار الرئيسي للمنطقة الشرقية بالسعودية، افتتح في 15 شعبان 1420 هـ الموافق 28 نوفمبر 1999 يوفر موقع هذا المطار دورًا فريدًا من حيث أنه يستضيف أقصر رحلة طيران دولية إلى البحرين بالإضافة إلى تشغيل أطول رحلة داخلية للمملكة العربية السعودية بين الدمام وتبوك
- مطار الملك خالد الدولي: بالرياض [12] افتتح في 12 صفر1404هـ والموافق 26 نوفمبر 1983م، ويحتل المطار مساحة تقريبية قدرها 225 كيلومتر مربع.[14]
- مطار الأمير محمد بن عبد العزيز الدولي: بالمدينة المنورة [12] تم افتتاحه عام 1392هـ الموافق 1971م ويقع في شمال شرق المدينة المنورة على بعد (15) كم من وسط المدينة.[15]
- مطار الطائف الدولي: هو مطار دولي يبعد عن مدينة الطائف حوالي 30 كم، باتجاه الشرق، كما يبعد عن مكة المكرمة 70 كم، وقد شهد المطار هبوط أول طائرة للملك عبد العزيز آل سعود مؤسس المملكة العربية السعودية، وتزداد أهمية المطار بحكم قربها من مكة المكرمة والمشاعر المقدسة
- مطار العلا الدولي
- مطار الأمير نايف بن عبد العزيز الدولي: يقع بالقصيم وتحديداً غرب مدينة بريدة افتتح المطار بـ1394هـ تم صدور امر ملكي في 1433/8/13هـ بتغيير مسمى المطار إلى مسمى مطار الأمير نايف بن عبد العزيز ولي عهد المملكة العربية السعودية سابقا.
- مطار الاحساء الدولي: هو مطار دولي افتتح سنة 1948 ويقع على بعد حوالي 17 كم عن مدينة الهفوف إحدى المدن الرئيسية بمحافظة الأحساء شرق المملكة العربية السعودية ويعد ثاني مطار دولي يخدم المنطقة الشرقية

### المطارات الإقليمية
- مطار الملك عبد الله الإقليمي
- مطار نجران
- مطار حائل
- مطار الجوف
- مطار الأمير عبد المحسن بن عبد العزيز في ينبع
- مطار أبها
- مطار تبوك
- مطار القنفذة الجديد
- مطار غرب القصيم[16]

### المطارات المحلية
- مطار عرعر
- مطار رابغ
- مطار وادي الدواسر
- مطار الدوادمي
- مطار القيصومة بحفر الباطن
- مطار القريات
- مطار رفحاء
- مطار بيشة
- مطار الملك سعود بن عبدالعزيز بالباحة
- مطار شرورة
- مطار طريف

## منظمة سكايتراكس العالمية
واصلت مطارات المملكة الدولية للعام الثاني على التوالي رغم ظروف جائحة كورونا تقدمها ضمن قائمة أفضل 100 مطار في العالم. جاء ذلك في إعلان نتائج تقييم «منظمة سكاي تراكس العالمية» المعنية بتقييم شركات الطيران والمطارات الذي شارك فيه أكثر من 500 مطار حول العالم.
ووفقاً لنتائج التقييم في عام 2021 جاء مطار الملك عبد العزيز الدولي في صدارة المطارات السعودية الدولية في المرتبة الـ 50 عالمياً، وتقدم مطار الملك خالد الدولي 36 مرتبة ليصبح في المركز الـ 58، ومطار الأمير محمد بن عبد العزيز إلى المركز 68 متقدماً 16 مركزاً، كما احتلّ مطار الملك فهد الدولي المركز الـ 87 بعد أن كان تصنيفه الـ 91 عالمياً.
وعلى مستوى منطقة الشرق الأوسط حصل مطار الملك عبد العزيز الدولي على المركز الثالث ومطار الملك خالد الدولي على المركز الخامس ومطار الملك فهد الدولي على التاسع، في حين حصل مطار الأمير محمد بن عبد العزيز الدولي الذي يعدّ أول مطار في المملكة تمّ تخصيصه للعام الثاني على التوالي على جائزة المركز الأول كأفضل مطار إقليمي والسادس في الشرق الأوسط.

## الشروط الواجب توافرها في الطائرات داخل إقليم المملكة
- أن تكون الطائرة مسجلة في الدولة التابعة لها أو مسجلة وفقا لقواعد التسجيل الدولي أو المشترك.
- أن تمتلك شهادة صلاحية طيران سارية المفعول وصادرة من الدولة المسجلة فيها أو من سلطة تسجيل العلامة أو معتمدة منها وفق الشروط المنصوص عليها في المعاهدات الدولية.
- أن تتضح علامات جنسيتها وتسجيلها وفقا للقواعد التي تقررها سلطة الطيران المدني.
- أن تكون مجهزة بالأجهزة والمعدات اللازمة.
- أن يكون أعضاء هيئة القيادة حائزين على إجازات سارية المفعول صادرة من سلطة الطيران المدني في الدولة المسجلة فيها الطائرة أو سلطة تسجيل العلامة العامة أو معتمدة منها وأن يكونوا بالعدد والنوعية المقررة في شهادة الصلاحية.
- أن يتم تأمين طاقمها وركابها والبضائع والأمتعة التي على متنها.
- تعفي الهيئة الطائرات التي تطير بقصد التجربة الفنية أو التعليم أو التدريب من شرط أو أكثر من الشروط الواردة في اللائحة.

## فتح الأجواء
في 15 يوليو 2022 أعلنت الهيئة العامة للطيران المدني فتح أجواء السعودية لجميع الناقلات الجوية التي تستوفي متطلبات الهيئة لعبور الأجواء، وأن ذلك يأتي حرصا على وفاء السعودية بالتزاماتها المقررة بموجب اتفاقية شيكاغو 1944 التي تقتضي عدم التمييز بين الطائرات المدنية المستخدمة في الملاحة الجوية الدولية، واستكمالا للجهود الرامية لترسيخ مكانة المملكة كمنصة عالمية تربط القارات الثلاث، وتعزيزا للربط الجوي الدولي.

## وصلات خارجية
- موقع الهيئة العامة للطيران المدني